# ليو غودمان
ليو غودمان (بالإنجليزية: Leo Goodman)‏ هو إحصائي أمريكي، ولد في 7 أغسطس 1928 في نيويورك في الولايات المتحدة.